# Porrhothele blanda
Espèce
Porrhothele blanda est une espèce d'araignées mygalomorphes de la famille des Porrhothelidae.

## Distribution
Cette espèce est endémique de Nouvelle-Zélande. Elle se rencontre sur l'île Stephens et vers Nelson. 

## Description
La carapace de la femelle holotype mesure 6,5 mm de long sur 5,5 mm et l'abdomen 11,5 mm de long sur 7,5 mm et la carapace du mâle paratype 6,0 mm de long sur 5,0 mm et l'abdomen 7,5 mm de long sur 5,0 mm.

## Systématique et taxinomie
Cette espèce a été décrite par Forster en 1968.

## Publication originale
- Forster, 1968 : « The spiders of New Zealand. Part II. Ctenizidae, Dipluridae. » Otago Museum Bulletin, vol. 2, p. 1-72 & 126-180.